# Chunga's Revenge
Albums de Frank Zappa
Weasels Ripped My Flesh
(1970) Fillmore East: June 1971
(1971)
Chunga's Revenge est un album de Frank Zappa sorti en 1970.

## Liste des titres
Tous les titres ont été composés par Frank Zappa
1. Transylvania Boogie — 5 min 01 s
2. Road Ladies — 4 min 10 s
3. Twenty Small Cigars — 2 min 17 s
4. The Nancy & Mary Music — 9 min 27 s
5. Tell Me You Love Me — 2 min 33 s
6. Would You Go All The Way? — 2 min 29 s
7. Chunga's Revenge — 6 min 15 s
8. The Clap — 1 min 23 s
9. Rudy Wants To Buy Yez A Drink — 2 min 44 s
10. Sharleena — 4 min 03 s

## Musiciens
- Frank Zappa : guitare, voix
- Max Bennett : basse
- George Duke : orgue, trombone, piano électrique, voix
- Aynsley Dunbar : batterie, tambourin
- John Guerin : batterie
- Don "Sugarcane" Harris : violon
- Howard Kaylan : voix
- Mark Volman : voix
- Jeff Simmons (en) : basse, voix
- Ian Underwood : orgue, guitare, piano, piano électrique, saxophones alto et ténor

## Production
- Production : Frank Zappa
- Ingénierie : Dick Kunc, Stan Agol, Roy Baker
- Direction musicale et arrangements : Frank Zappa
- Photos : Phil Franks, John Williams
- Conception pochette : Cal Shenkel

## Classement
Album - Billboard (Amérique du nord)
| Année | Catégorie  | Position |
| ----- | ---------- | -------- |
| 1970  | Pop Albums | 119      |